# Luis José Germán Olivier
Luis José Germán Olivier (Santo Domingo, República Dominicana, n. 7 de noviembre de 1930, m. 21 de abril de 2017) conocido como Niní Germán, fue un reconocido actor y director teatral dominicano. Miembro activo del Movimiento clandestino 14 de Junio durante la dictadura del tirano Rafael Leónidas Trujillo Molina. 

## Reseña biográfica
Nació en Santo Domingo el 7 de noviembre de 1930. Hijo del destacado Juez Félix María Germán Ariza y la educadora Consuelo Olivier Vda. Germán. 
Formó parte activa del Movimiento 14 de Junio, siendo apresado por el SIM (Servicio de Inteligencia Militar) en 1960 y llevado a la cárcel de torturas "La 40" en varias ocasiones. Creó en prisión el logo de esa organización política, que fue aprobado por Manolo Tavárez Justo. 
Prominente actor y director teatral, dirigió por más de diez años el Teatro de Bellas Artes (hoy Compañía Nacional de Teatro). Formador de varias generaciones de actores y actrices y vivo difusor del arte y la cultura en la República Dominicana. Entre sus innumerables puestas en escena memorables están: El siguiente, Trevor, El cuervo, Llama un inspector, Sé infiel y no mires con quien. Así mismo interpretó decenas de personajes, sobresaliendo por su capacidad de interpretar tanto roles de carácter dramático como cómico.
Se destacó en la televisión durante muchos años dirigiendo el cuadro de comedias de El Show del Mediodía, segmentos dramatizados como "La Familia Sinforosa". En el programa Butaca 4 presentó adaptaciones de piezas teatrales en la televisión. Condujo otros programas de televisión como Señor Sábado y Cuéntame ese Chiste. En cine participó en varios filmes y cortos. Entre ellos Enrique Blanco", "Un Pasaje de Ida y La Maldición del Padre Cardona. Fue merecedor de múltiples galardones durante su intensa carrera en las tablas.
Tuvo 6 hijos, 3 de su primer matrimonio José Luis, Maribel y Lissette. De su segundo matrimonio con la primerísima actriz dominicana Josefina Gallart procreó a Sibila, Paola y Luis José, quien ha seguido los pasos de su padre en el mundo del arte escénico y la televisión.
Falleció el 21 de abril de 2017 por complicaciones de salud en la ciudad de Santo Domingo (República Dominicana).